# Хлорид дихлор-бис-(дипиридил)палладия(IV)
Хлорид дихлор-бис-(дипиридил)палладия(IV) — органическое соединение металла палладия с формулой [Pd(C10H8N2)2Cl2]Cl2. При нормальных условиях представляет собой оранжевые кристаллы, нерастворимые в воде.

## Получение
- Действие газообразного хлора на суспензию дихлор-бис-(дипиридил)палладия в хлороформе. Продукт реакции выпадает в виде оранжевого осадка:

{\displaystyle {\mathsf {[Pd(C_{10}H_{8}N_{2})_{2}Cl_{2}]+Cl_{2}\ {\xrightarrow {CHCl_{3}}}\ [Pd(C_{10}H_{8}N_{2})_{2}Cl_{2}]Cl_{2}\downarrow }}}